# Mala (roślina)
Mala, postrzęp (Elaeocarpus L.) – rodzaj roślin z rodziny eleokarpowatych (Elaeocarpaceae). Obejmuje co najmniej 480 gatunków występujących na Madagaskarze, Mauritiusie, Cejlonie, od wschodnich Indii aż po środkowe Chiny i południową Japonię, na Hawajach, od Malezji aż po zachodnią część Oceanu Spokojnego oraz w Australii i Nowej Zelandii. 

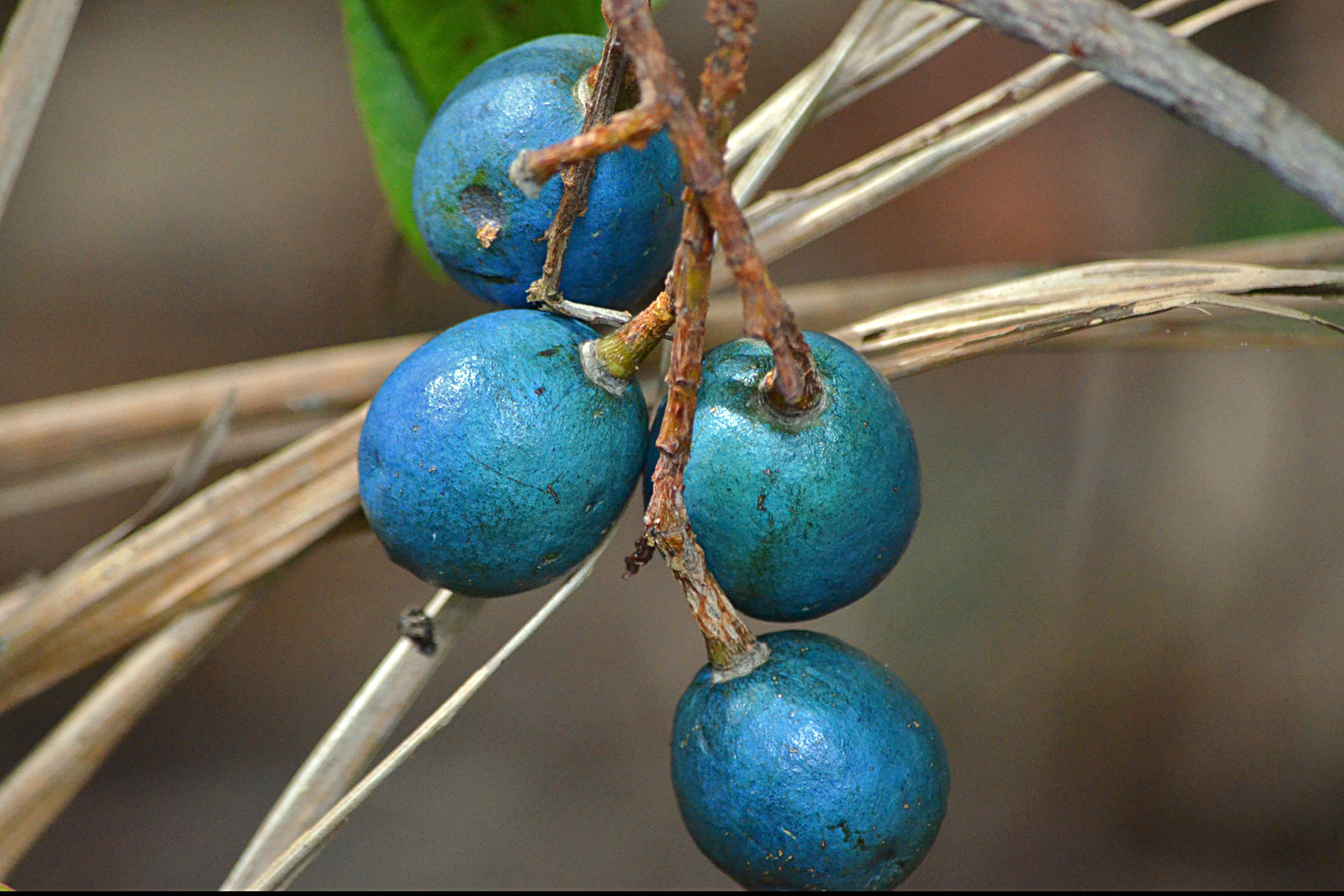
Owoce mali wąskolistnej

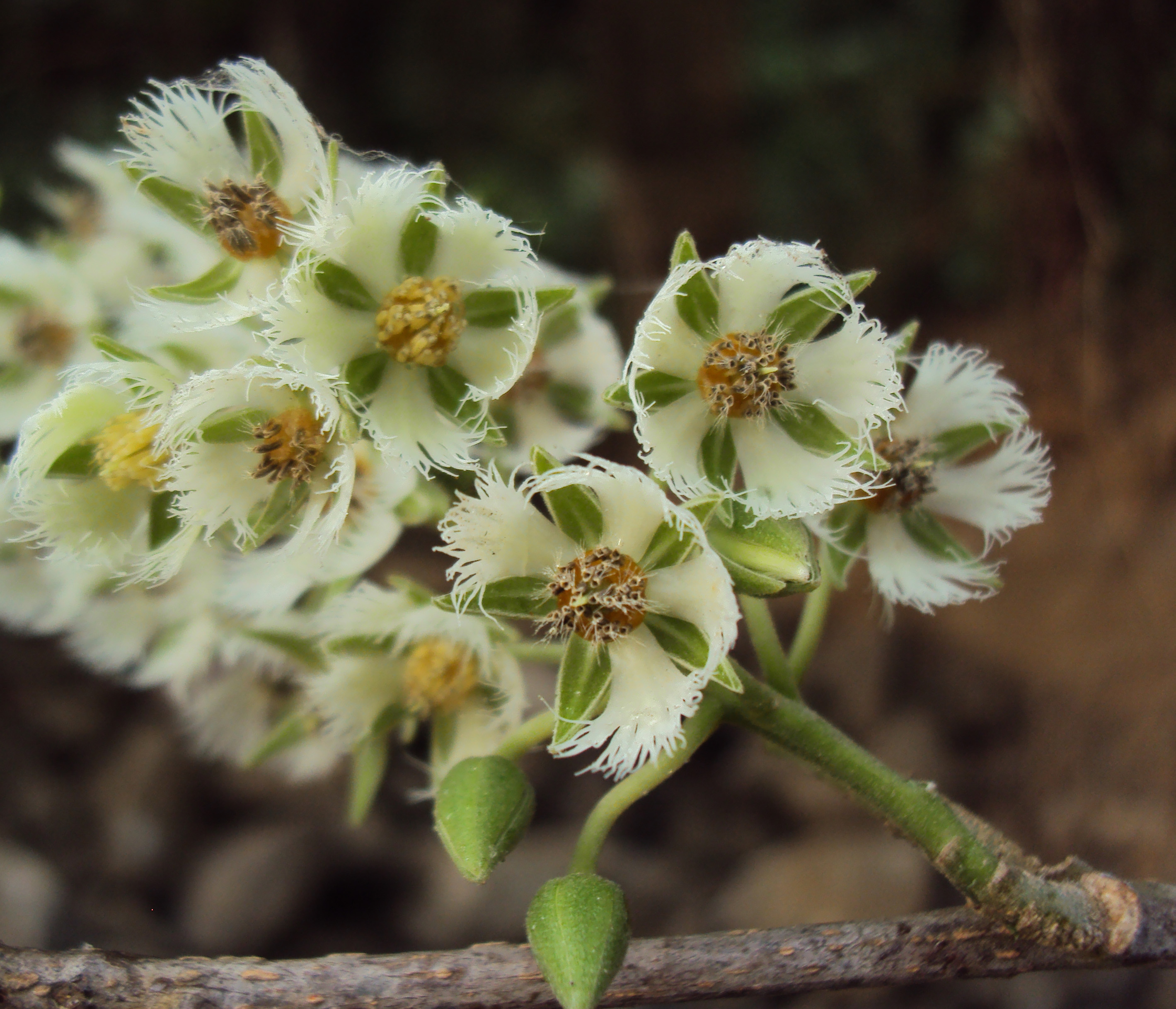
Kwiaty Elaeocarpus serratus

## Systematyka
Pozycja według APweb (aktualizowany system APG III z 2009)
Przedstawiciel rodziny eleokarpowatych (Elaeocarpaceae) należącej do rzędu szczawikowców (Oxalidales) reprezentującego dwuliścienne właściwe.
Wykaz gatunków
| - Elaeocarpus acmocarpus Stapf ex Weibel - Elaeocarpus acmosepalus Stapf ex Ridl. - Elaeocarpus acrantherus Merr. - Elaeocarpus acronodia Mast. - Elaeocarpus acuminatus Wall. ex Mast. - Elaeocarpus adenopus Miq. - Elaeocarpus affinis Merr. - Elaeocarpus alaternoides Brongn. & Gris - Elaeocarpus albiflorus Knuth - Elaeocarpus alnifolius Baker - Elaeocarpus altigenus Schltr. - Elaeocarpus altisectus Schltr. - Elaeocarpus amabilis Kaneh. & Hatus. - Elaeocarpus amboinensis Merr. - Elaeocarpus amoenus Thwaites - Elaeocarpus ampliflorus A.C.Sm. - Elaeocarpus amplifolius Schltr. - Elaeocarpus angustifolius Blume – mala wąskolistna - Elaeocarpus angustipes Knuth - Elaeocarpus apoensis Elmer - Elaeocarpus arfakensis Schltr. - Elaeocarpus argenteus Merr. - Elaeocarpus arnhemicus F.Muell. - Elaeocarpus atropunctatus H.T.Chang - Elaeocarpus auricomus C.Y.Wu ex H.T.Chang - Elaeocarpus austrosinicus H.T.Chang - Elaeocarpus austroyunnanensis Hu - Elaeocarpus azaleifolius Knuth - Elaeocarpus bachmaensis Gagnep. - Elaeocarpus badius Coode - Elaeocarpus bakaianus Coode - Elaeocarpus balabanii Weibel - Elaeocarpus balansae DC. - Elaeocarpus balgooyi Coode - Elaeocarpus bancroftii F.Muell. & F.M.Bailey - Elaeocarpus baramii Weibel - Elaeocarpus barbulatus Knuth - Elaeocarpus bataanensis Merr. - Elaeocarpus batjanicus Warb. ex Knuth - Elaeocarpus batudulangii Weibel - Elaeocarpus batui Coode - Elaeocarpus baudouini Brongn. & Gris - Elaeocarpus beccarii DC. - Elaeocarpus bellus Knuth - Elaeocarpus bidupensis Gagnep. - Elaeocarpus bifidus Hook. & Arn. - Elaeocarpus biflorus Tirel - Elaeocarpus bilobatus Schltr. - Elaeocarpus bilongvinas Coode - Elaeocarpus blascoi Weibel - Elaeocarpus blepharoceras Schltr. - Elaeocarpus bojeri R.E.Vaughan - Elaeocarpus bonii Gagnep. - Elaeocarpus bontocensis Merr. - Elaeocarpus borealiyunnanensis H.T.Chang - Elaeocarpus braceanus Watt ex C.B.Clarke - Elaeocarpus brachypodus Guillaumin - Elaeocarpus brachystachyus H.T.Chang - Elaeocarpus bracteatus Kurz - Elaeocarpus branderhorsti Pulle - Elaeocarpus brigittae Coode - Elaeocarpus brunneotomentosus Weibel - Elaeocarpus brunnescens Knuth - Elaeocarpus buderi Coode - Elaeocarpus bullatus Tirel - Elaeocarpus burebidensis Elmer - Elaeocarpus burkii Coode - Elaeocarpus calomala (Blanco) Merr. - Elaeocarpus candollei Elmer - Elaeocarpus capuronii Tirel - Elaeocarpus carolinae B.Hyland & Coode - Elaeocarpus carolinensis Koidz. - Elaeocarpus cassinoides A.Gray - Elaeocarpus castaneifolius Guillaumin - Elaeocarpus celebesianus Baker f. - Elaeocarpus celebicus Koord. - Elaeocarpus cheirophorus Schltr. - Elaeocarpus chelonimorphus Gillespie - Elaeocarpus chewii Coode - Elaeocarpus chinensis (Gardner & Champ.) Hook.f. ex Benth. - Elaeocarpus chionanthus A.C.Sm. - Elaeocarpus chloranthus A.C.Sm. - Elaeocarpus christophersenii A.C.Sm. - Elaeocarpus chrysophyllus Merr. - Elaeocarpus clementis Merr. - Elaeocarpus clethroides Schltr. - Elaeocarpus coactilus Gagnep. - Elaeocarpus colnettianus Guillaumin - Elaeocarpus coloides Schltr. - Elaeocarpus compactus Schltr. - Elaeocarpus comptonii Baker f. - Elaeocarpus conoideus Knuth - Elaeocarpus coodei Weibel - Elaeocarpus coorangooloo J.F.Bailey & C.T.White - Elaeocarpus corallococcus Tirel - Elaeocarpus cordifolius Coode - Elaeocarpus coriaceus Hook. - Elaeocarpus corneri Weibel - Elaeocarpus corsonianus G.Don - Elaeocarpus costatus M.Taylor - Elaeocarpus coumbouiensis Guillaumin - Elaeocarpus crassinervatus Knuth - Elaeocarpus crassus Coode - Elaeocarpus crenulatus Knuth - Elaeocarpus cristatus Coode - Elaeocarpus cruciatus Corner - Elaeocarpus cuernosensis Elmer - Elaeocarpus culminicola Warb. - Elaeocarpus cumingii Turcz. - Elaeocarpus cupreus Merr. - Elaeocarpus curranii Merr. - Elaeocarpus cyanocarpus Maingay ex Mast. - Elaeocarpus dallmannensis Kaneh. & Hatus. - Elaeocarpus darlacensis Gagnep. - Elaeocarpus dasycarpus A.C.Sm. - Elaeocarpus de-bruynii O.C.Schmidt - Elaeocarpus degenerianus A.C.Sm. - Elaeocarpus densiflorus Knuth - Elaeocarpus dentatus (J.R.Forst. & G.Forst.) Vahl - Elaeocarpus dewildei Weibel - Elaeocarpus dictyophlebius Merr. - Elaeocarpus dinagatensis Merr. - Elaeocarpus divaricativenus Kaneh. & Hatus. - Elaeocarpus dognyensis Guillaumin - Elaeocarpus dolichobotrys Merr. - Elaeocarpus dolichodactylus Schltr. - Elaeocarpus dolichostylus Schltr. - Elaeocarpus dubius DC. - Elaeocarpus duclouxii Gagnep. - Elaeocarpus elaeagnoides Gilli - Elaeocarpus elatus A.C.Sm. - Elaeocarpus elliffii B.Hyland & Coode - Elaeocarpus elmeri DC. - Elaeocarpus erdinii Coode - Elaeocarpus eriobotryoides Ridl. - Elaeocarpus eumundi F.M.Bailey - Elaeocarpus euneurus Stapf ex Ridl. - Elaeocarpus eymae Coode - Elaeocarpus fairchildii Merr. - Elaeocarpus fengjieensis P.C.Tuan - Elaeocarpus ferrugineus (Jacq.) Steud. - Elaeocarpus ferruginiflorus C.T.White - Elaeocarpus filiformidentatus Knuth - Elaeocarpus finisterrae Schltr. - Elaeocarpus firmus Knuth - Elaeocarpus flavescens Schltr. - Elaeocarpus fleuryi A.Chev. ex Gagnep. - Elaeocarpus floresii Weibel - Elaeocarpus floribundoides H.T.Chang - Elaeocarpus floribundus Blume - Elaeocarpus floridanus Hemsl. - Elaeocarpus forbesii Merr. - Elaeocarpus foveolatus F.Muell. - Elaeocarpus foxworthyi Merr. - Elaeocarpus fraseri Coode - Elaeocarpus fruticosus Roxb. - Elaeocarpus fulgens A.C.Sm. - Elaeocarpus fulvus Elmer - Elaeocarpus fuscoides Knuth - Elaeocarpus fuscus Schltr. - Elaeocarpus gagnepainii Merr. - Elaeocarpus gambutanus Coode - Elaeocarpus gammillii Knuth - Elaeocarpus gardneri Coode - Elaeocarpus gaussenii Weibel - Elaeocarpus geminiflorus Brongn. & Gris - Elaeocarpus gibbonii Schltr. - Elaeocarpus gigantifolius Elmer - Elaeocarpus gillespieanus A.C.Sm. - Elaeocarpus gitingensis Elmer - Elaeocarpus glaber Blume - Elaeocarpus glaberrimus Knuth - Elaeocarpus glabripetalus Merr. - Elaeocarpus glandulifer (Hook.) Mast. - Elaeocarpus gordonii Tirel - Elaeocarpus graeffei Seem. - Elaeocarpus grahamii F.Muell. - Elaeocarpus grandiflorus Sm. - Elaeocarpus griffithii (Wight) A.Gray - Elaeocarpus griseopuberulus Merr. - Elaeocarpus grumosus Gagnep. - Elaeocarpus guillaumii Vieill. - Elaeocarpus gummatus Guillaumin - Elaeocarpus gustaviifolius Knuth - Elaeocarpus gymnogynus H.T.Chang - Elaeocarpus habbemensis A.C.Sm. - Elaeocarpus hainanensis Oliv. - Elaeocarpus halconensis Merr. - Elaeocarpus hallieri Weibel - Elaeocarpus harmandii Pierre - Elaeocarpus hartleyi Weibel - Elaeocarpus harunii Coode - Elaeocarpus hayatae Kaneh. & Sasaki - Elaeocarpus hebecarpus Kaneh. & Hatus. - Elaeocarpus hedyosmus Zmarzty - Elaeocarpus heinrichii Knuth - Elaeocarpus heptadactyloides Weibel - Elaeocarpus heptadactylus Schltr. - Elaeocarpus hildebrandtii Baill. - Elaeocarpus hochreutineri Weibel - Elaeocarpus holopetalus F.Muell. - Elaeocarpus holosericeus Blume ex Koord. & Valeton - Elaeocarpus homalioides Schltr. - Elaeocarpus hookerianus Raoul - Elaeocarpus hortensis Guillaumin - Elaeocarpus hosei Merr. - Elaeocarpus howii Merr. & Chun - Elaeocarpus hygrophilus Kurz - Elaeocarpus hypadenus Miq. - Elaeocarpus ilocanus Merr. - Elaeocarpus indochinensis Merr. - Elaeocarpus inopinatus Coode - Elaeocarpus inopportunus Coode - Elaeocarpus insignis Ridl. - Elaeocarpus integrifolius Lam. - Elaeocarpus integripetalus Miq. - Elaeocarpus isotrichus Fern.-Vill. - Elaeocarpus jacobsii Coode - Elaeocarpus japonicus Siebold - Elaeocarpus joga Merr. - Elaeocarpus johnsonii F.Muell. ex C.T.White - Elaeocarpus jugahanus Coode - Elaeocarpus kaalensis Däniker - Elaeocarpus kajewskii Guillaumin - Elaeocarpus kalabitii Weibel - Elaeocarpus kambi Gibbs - Elaeocarpus kaniensis Schltr. - Elaeocarpus kasiensis A.C.Sm. - Elaeocarpus kerstingianus Schltr. - Elaeocarpus kinabaluensis Knuth - Elaeocarpus kirtonii F.Muell. ex F.M.Bailey - Elaeocarpus kjellbergii Coode - Elaeocarpus knuthii Merr. - Elaeocarpus kontumensis Gagnep. - Elaeocarpus kostermansii Weibel - Elaeocarpus kraengensis Knuth - Elaeocarpus kusaiensis Kaneh. - Elaeocarpus kusanoi Koidz. - Elaeocarpus kwangsiensis H.T.Chang - Elaeocarpus lacunosus Wall. ex Kurz | - Elaeocarpus lagunensis Knuth - Elaeocarpus lanceifolius Roxb. - Elaeocarpus lancistipulatus Coode - Elaeocarpus lanipae Weibel - Elaeocarpus laoticus Gagnep. - Elaeocarpus largiflorens C.T.White - Elaeocarpus latescens F.Muell. - Elaeocarpus laurifolius A.Gray - Elaeocarpus lawasii Weibel - Elaeocarpus laxirameus Elmer - Elaeocarpus le-ratii Schltr. - Elaeocarpus ledermannii Schltr. - Elaeocarpus leopoldii Weibel - Elaeocarpus lepidus A.C.Sm. - Elaeocarpus leucanthus A.C.Sm. - Elaeocarpus leytensis Merr. - Elaeocarpus limitaneioides Y.Tang - Elaeocarpus limitaneus Hand.-Mazz. - Elaeocarpus linearifolius Knuth - Elaeocarpus lingualis Knuth - Elaeocarpus linnaei Coode - Elaeocarpus linsmithii Guymer - Elaeocarpus longifolius Blume - Elaeocarpus longlingensis Y.C.Hsu & Y.Tang - Elaeocarpus luteolignum Coode - Elaeocarpus luteolus A.C.Sm. - Elaeocarpus luzonicus Merr. - Elaeocarpus macdonaldii F.Muell. - Elaeocarpus macranthus Merr. - Elaeocarpus macrocarpus Miq. - Elaeocarpus macrocerus (Turcz.) Merr. - Elaeocarpus macrophyllus Blume - Elaeocarpus macropus Warb. ex Knuth - Elaeocarpus magnifolius Christoph. - Elaeocarpus mallotoides Schltr. - Elaeocarpus mamasii Weibel - Elaeocarpus mandiae Coode - Elaeocarpus maquilingensis Elmer - Elaeocarpus marafunganus Coode - Elaeocarpus marginatus Stapf ex Weibel - Elaeocarpus mastersii King - Elaeocarpus medioglaber Gagnep. - Elaeocarpus megacarpus Elmer - Elaeocarpus melochioides A.C.Sm. - Elaeocarpus merrittii Merr. - Elaeocarpus micranthus Teijsm. & Binn. - Elaeocarpus microphyllus Elmer - Elaeocarpus miegei Weibel - Elaeocarpus millarii Weibel - Elaeocarpus milnei Seem. - Elaeocarpus mindanaensis Merr. - Elaeocarpus mindoroensis Knuth - Elaeocarpus mingendensis Gilli - Elaeocarpus miquelii Hochr. - Elaeocarpus miriensis Weibel - Elaeocarpus mollis Merr. - Elaeocarpus monocera Cav. - Elaeocarpus montanus Thwaites - Elaeocarpus moratii Tirel - Elaeocarpus multiflorus (Turcz.) Fern.-Vill. - Elaeocarpus multinervosus Knuth - Elaeocarpus multisectus Schltr. - Elaeocarpus muluensis Weibel - Elaeocarpus munroii Mast. - Elaeocarpus murudensis Merr. - Elaeocarpus murukkai Coode - Elaeocarpus musseri Coode - Elaeocarpus mutabilis Weibel - Elaeocarpus myrmecophilus A.C.Sm. - Elaeocarpus myrtoides A.C.Sm. - Elaeocarpus nanus Corner - Elaeocarpus neobritannicus Coode - Elaeocarpus nervosus Elmer - Elaeocarpus nitentifolius Merr. & Chun - Elaeocarpus nitidulus Knuth - Elaeocarpus nitidus Jack - Elaeocarpus nodosus Baker f. - Elaeocarpus nooteboomii Coode - Elaeocarpus nouhuysii Koord. - Elaeocarpus nubigenus Schltr. - Elaeocarpus oblongilimbus H.T.Chang - Elaeocarpus oblongus Gaertn. - Elaeocarpus obovatus G.Don - Elaeocarpus obtusus Blume - Elaeocarpus occidentalis Tirel - Elaeocarpus octantherus DC. - Elaeocarpus octopetalus Merr. - Elaeocarpus oriomensis Weibel - Elaeocarpus orohensis Schltr. - Elaeocarpus ovalis Miq. - Elaeocarpus ovigerus Brongn. & Gris - Elaeocarpus pachyanthus Schltr. - Elaeocarpus pachydactylus Schltr. - Elaeocarpus pachyophrys Warb. - Elaeocarpus pagonensis Coode - Elaeocarpus palembanicus (Miq.) Corner - Elaeocarpus parviflorus Span. - Elaeocarpus parvilimbus Merr. - Elaeocarpus pedunculatus Wall. ex Mast. - Elaeocarpus pendulus Merr. - Elaeocarpus pentadactylus Schltr. - Elaeocarpus perrieri Tirel - Elaeocarpus petelotii Merr. - Elaeocarpus petiolatus (Jacq.) Wall. - Elaeocarpus philippinensis Warb. - Elaeocarpus photiniifolia Hook. & Arn. - Elaeocarpus pierrei Koord. & Valeton - Elaeocarpus piestocarpus Schltr. - Elaeocarpus pinosukii Weibel - Elaeocarpus pittosporoides A.C.Sm. - Elaeocarpus poculifer A.C.Sm. - Elaeocarpus poilanei Gagnep. - Elaeocarpus polyandrus A.C.Sm. - Elaeocarpus polyanthus Ridl. - Elaeocarpus polycarpus Stapf ex Ridl. - Elaeocarpus polydactylus Schltr. - Elaeocarpus polystachyus Wall. ex Müll.Berol. - Elaeocarpus praeclarus A.C.Sm. - Elaeocarpus prafiensis Weibel - Elaeocarpus prunifolioides Hu - Elaeocarpus prunifolius Wall. ex Müll.Berol. - Elaeocarpus pseudopaniculatus Corner - Elaeocarpus ptilanthus Schltr. - Elaeocarpus pulchellus Brongn. & Gris - Elaeocarpus pullenii Weibel - Elaeocarpus punctatus Wall. ex Mast. - Elaeocarpus purus Coode - Elaeocarpus pycnanthus A.C.Sm. - Elaeocarpus pyriformis A.Gray - Elaeocarpus quadratus C.E.C.Fisch. - Elaeocarpus ramiflorus Merr. - Elaeocarpus ramosii Knuth - Elaeocarpus recurvatus Corner - Elaeocarpus renae Coode - Elaeocarpus resinosus Blume - Elaeocarpus retakensis Coode - Elaeocarpus reticosus Ridl. - Elaeocarpus reticulatus Sm. - Elaeocarpus rigidus Ridl. - Elaeocarpus rivularis Gagnep. - Elaeocarpus roseiflorus A.C.Sm. - Elaeocarpus roseoalbus Schltr. - Elaeocarpus roslii Coode - Elaeocarpus rotundifolius Brongn. & Gris - Elaeocarpus royenii Weibel - Elaeocarpus rubescens Weibel - Elaeocarpus rubidus Kaneh. - Elaeocarpus rufovestitus Baker - Elaeocarpus rugosus Roxb. ex G.Don - Elaeocarpus ruminatus F.Muell. - Elaeocarpus rumphii Merr. - Elaeocarpus rutengii Weibel - Elaeocarpus sadikanensis Knuth - Elaeocarpus salicifolius King - Elaeocarpus sallehianus Ng - Elaeocarpus samari Weibel - Elaeocarpus sarcanthus Schltr. - Elaeocarpus sayeri F.Muell. - Elaeocarpus schlechterianus A.C.Sm. - Elaeocarpus schmutzii Weibel - Elaeocarpus schoddei Weibel - Elaeocarpus sebastianii Weibel - Elaeocarpus sedentarius Maynard & Crayn - Elaeocarpus sepikanus Schltr. - Elaeocarpus seramicus Coode - Elaeocarpus sericoloides A.C.Sm. - Elaeocarpus sericopetalus F.Muell. - Elaeocarpus seringii Montrouz. - Elaeocarpus serratus L. - Elaeocarpus sikkimensis Mast. - Elaeocarpus simaluensis Weibel - Elaeocarpus simplex Kurz - Elaeocarpus spathulatus Brongn. & Gris - Elaeocarpus speciosus Brongn. & Gris - Elaeocarpus sphaerocarpus H.T.Chang - Elaeocarpus stapfianus Gagnep. - Elaeocarpus stellaris L.S.Sm. - Elaeocarpus sterrophyilus Schltr. - Elaeocarpus steupii Coode - Elaeocarpus stipularis Blume - Elaeocarpus storckii Seem. - Elaeocarpus subcapitatus Gillespie - Elaeocarpus subisensis Coode - Elaeocarpus sublucidus Knuth - Elaeocarpus submonoceras Miq. - Elaeocarpus subpetiolatus H.T.Chang - Elaeocarpus subpuberus Miq. - Elaeocarpus subserratus Baker - Elaeocarpus subvillosus Arn. - Elaeocarpus surigaensis Merr. - Elaeocarpus sylvestris (Lour.) Poir. - Elaeocarpus symingtonii Ng - Elaeocarpus takolensis Coode - Elaeocarpus taprobanicus Zmarzty - Elaeocarpus tariensis Weibel - Elaeocarpus tectonifolius Ridl. - Elaeocarpus tectorius (Lour.) Poir. - Elaeocarpus terminalioides Schltr. - Elaeocarpus teysmannii Koord. & Valeton - Elaeocarpus thelmae B.Hyland & Coode - Elaeocarpus thorelii Pierre - Elaeocarpus timikensis Coode - Elaeocarpus timorensis Knuth - Elaeocarpus tjerengii Weibel - Elaeocarpus tonganus Burkill - Elaeocarpus toninensis Baker f. - Elaeocarpus tonkinensis DC. - Elaeocarpus tremulus Tirel & McPherson - Elaeocarpus treubii Hochr. - Elaeocarpus trichopetalus Merr. & Quisumb. - Elaeocarpus trichophyllus A.C.Sm. - Elaeocarpus triflorus Merr. - Elaeocarpus truncatus Weibel - Elaeocarpus tuasivicus Christoph. - Elaeocarpus tuberculatus Roxb. - Elaeocarpus ulianus Christoph. - Elaeocarpus undulatus Warb. - Elaeocarpus urophyllus Merr. & Quisumb. - Elaeocarpus vaccinioides F.Muell. ex Brongn. & Gris - Elaeocarpus valetonii Hochr. - Elaeocarpus validus Knuth - Elaeocarpus variabilis Zmarzty - Elaeocarpus varunua Buch.-Ham. ex Mast. - Elaeocarpus venosus C.B.Rob. - Elaeocarpus verheijenii Weibel - Elaeocarpus verruculosus DC. - Elaeocarpus versicolor Elmer - Elaeocarpus verticillatus Elmer - Elaeocarpus vieillardii Brongn. & Gris - Elaeocarpus viguieri Gagnep. - Elaeocarpus vitiensis Gillespie - Elaeocarpus weibeliana Tirel - Elaeocarpus whartonensis A.C.Sm. - Elaeocarpus williamsianus Guymer - Elaeocarpus womersleyi Weibel - Elaeocarpus wrayi King - Elaeocarpus xanthodactylus A.C.Sm. - Elaeocarpus yateensis Guillaumin - Elaeocarpus zambalensis Elmer - Elaeocarpus zeylanicus (Arn.) Mast. |